# تافرنييه
جان بابتيست تافرنييه (1605-1689) تاجر جواهر ومسافر فرنسي في القرن السابع عشر. قطع تافرنييه من حسابه الخاص 60،000 فرسخ في ست رحلات إلى بلاد فارس والهند بين عامي 1630 و1668. في عام 1675، نشر تافرنييه كتاب «رحلات جان بابتيست تافرنييه» (ست رحلات، 1676) بطلب من راعيه لويس الرابع عشر.
ولد تافرنييه في باريس لعائلة فرنسية أو فلمنكية من الهوغونوتيين هاجرت إلى أنتويرب هرباً من الاضطهاد وعادت بعد ذلك إلى باريس بعد صدور مرسوم نانت، الذي تعهد بحماية البروتستانت الفرنسيين. كان كل من والده غابرييل وشقيقه ملكيور تافيرنييه رسامي خرائط. على الرغم أنه واضح من دقة رسوماته أنه تلقى بعض التعليمات في فن رسم الخرائط، إلا أنه كان يمتلك حب التجوال. عندما كان يافعاً، سافر على نطاق واسع في أوروبا وحقق معرفة عملية من لغاتها الرئيسية.
اشتهر تافرنييه باكتشافه أو اقتنائه للماسة الزرقاء ذات الـ 116 قيراط في عام 1666، والتي باعها في وقت لاحق إلى لويس الرابع عشر ملك فرنسا في عام 1668 مقابل 120،000 جنيه، أي ما يعادل 172،000 أوقية من الذهب الخالص. بعد خمس سنوات، طلب لويس من صائغ البلاط الخاص به جان بيتو أن يعيد الحجر إلى اللون الأزرق الفرنسي الذي يبلغ وزنه 68 قيراطًا، وتصميمه في دبوس. أعيد تشكيل الجوهرة من قبل حفيده لويس الخامس عشر في وسام الصوف الذهبي، وسرق في عام 1792، وتكرر ذلك، وظهر مرة أخرى في لندن بعد 30 عامًا باسم ماسة الأمل.
في عام 1669، اشترى تافرنييه إقطاعية أوبون بمبلغ 60,000 جنيه، وتقع في دوقية سافوي بالقرب من مدينة جنيف، وأصبح بارون أوبون.
تبين كتابات تافرنييه أنه كان مراقباً حريصاً، فضلاً عن كونه عالم أنثروبولوجيا ثقافية (علم الإنسان الثقافي) بارزًا. أصبحت رحلاته الست من أكثر الكتب مبيعًا وترجمت إلى الألمانية والهولندية والإيطالية والإنجليزية خلال حياته. وكثيرًا ما يستشهد بأعماله من قبل العلماء المعاصرين الذين يكتبون عن تلك الفترة.

## النشأة
ألهمت الأحاديث التي سمعها في منزل والده تافرنييه رغبة مبكرة في السفر، وبحلول عامه السادس عشر كان قد زار إنجلترا والبلدان السُفلى وألمانيا. في عام 1624، في سن الثامنة عشر، تولى تافرنييه الخدمة مع نائب الملك المجري. وبحلول سنة 1629، بعد أربع سنوات ونصف، أصبح مضطرباً. وبناء على دعوة من دوق ريثيل الشاب «الذي كان قد أُلحق به لفترة وجيزة مرشداً ومترجماً» سافر تافرنييه إلى مانتوفا وتولى خدمة راية المدفعية تحت إمرة والد الدوق، دوق نيفير، الذي كان يُحاصر المدينة. في العام التالي، سافر تافرنييه مترجمًا مع مرتزق أيرلندي في خدمة الإمبراطور، العقيد والتر بتلر (اشتهر بعد ذلك بقتل ألبرشت فون فالينشتاين).
في الرحلات الست، ذكر تافرنييه أنه غادر جماعة بتلر في 1630 بنية السفر إلى راتيسبون (ريغنسبورغ)، لحضور تنصيب ابن الإمبراطور فرديناند الثاني ملكاً على الرومان.
ومع ذلك، لم ينصب حتى عام 1636 ومن المرجح أنه حضر المراسم بين رحلاته الأولى والثانية. من خلال روايته الخاصة، رأى إيطاليا، وسويسرا، وألمانيا، وبولندا والمجر، وكذلك فرنسا، وإنجلترا، والبلدان السُفلى، وتحدث اللغات الرئيسية لهذه البلدان.

## الرحلة الأولى
أصبح تافرنييه ألان متلهفًا لزيارة الشرق. في راتيسبون، وبمساعدة من بيير جوزيف، تمكن وكيل الكاردينال ريشيليو وصاحب السمو غرايس -تافرنييه من الانضمام إلى حاشية زوج من المسافرين الفرنسيين، دي شابس، ودي سانت ليباو، الذين استقبلوا بعثة للذهاب إلى الشام. وصل إلى القسطنطينية في أوائل عام 1631، حيث أمضى أحد عشر شهرًا، ثم انتقل إلى بلاد فارس الصفوية بواسطة توكا وأرزيروم ويريفان. وكانت أبعد نقطة له في الرحلة الأولى مدينة أصفهان الفارسية. عاد من بغداد، وحلب، والإسكندرية، ومالطا، وإيطاليا، ووصل باريس مرة أخرى في عام 1633. لا يوجد شيء مؤكد عن السنوات الخمس التالية من حياة تافرنييه، لكن كاتب سيرته الفرنسية جورت يدعي أنه خلال هذه الفترة قد أصبح مسيطراً على أسرة دوق أورليانز غاستون. نحن نعرف ذلك، فمرتين خلال رحلاته الست طلب رعاية الدوق.

## الرحلة الثانية
في سبتمبر 1638، بدأ تافرنييه رحلة ثانية استمرت حتى عام 1643 عبر حلب إلى بلاد فارس، ومن ثم إلى الهند حتى أغرة، ومن هناك إلى مملكة غولكوندا. زار بلاط الإمبراطور شاه جاهان وقام بأول رحلة له إلى مناجم الماس.

## السنوات اللاحقة والموت
السنوات الأخيرة من حياة تافرنييه ليست موثقة بشكل جيد. في عام 1684، سافر تافرنييه إلى براندنبورغ بطلب من فريدرش فيلهلم الأول ناخب براندنبورغ لمناقشة مخطط الناخب لاستئجار شركة الهند الشرقية الخاصة به. تمنى الناخب أن يصبح تافرنييه سفيرًا له في الهند. ومنح تافيرنييه المناصب الفخرية حاجب الملك ومستشار البحرية. وللأسف، لم تسفر هذه الخطة عن شيء.
وفي سنة 1679، بدأ لويس الرابع عشر يضعف رعاياه البروتستانت بشكل خطير. أنشأ مكتب هداية لمكافأة المهتدين الكاثوليك. في يناير 1685، تمكن تافرنييه من بيع شاتو أوبون للماركيز هنري دو كويني مقابل 138,000 ليرة بالإضافة إلى 3,000 ليرة للخيول والعربات. كان توقيت تافرنييه جيدًا: في أكتوبر من العام نفسه، ألغى لويس الرابع عشر مرسوم نانت. ثم أسس لويس التحقق من النبلاء الذي حرم أولئك النبلاء البروتستانت الذين رفضوا التحول إلى الكاثوليكية من ألقابهم. كان تافرنييه من الناحية الفنية أحد رعايا دوق سافوي، ولكن لويس هدد بغزو الدوقية، إذا لم يتبع الدوق صهره.
في عام 1687، على الرغم من المرسوم الذي يحظر على البروتستانت مغادرة فرنسا، غادر تافرنييه باريس وسافر إلى سويسرا. في عام 1689، مر عبر برلين وكوبنهاغن ودخل روسيا بجواز سفر صادر عن ملك السويد، وتأشيرة وقعت من قبل الوزير الأول للقيصر، الأمير أندريا غالاتين، ربما بقصد السفر براً إلى الهند. ولا يُعرف إذا التقى بالقيصر بيتر الذي كان آنذاك بعمر 17 سنة. ما هو معروف هو أن تافرنييه، كما هو الحال مع جميع الأجانب المقيمين في موسكو، كان مطلوبًا، بموجب مرسوم إمبراطوري، للإقامة في الحي الأجنبي، المعروف باسم الحي الألماني. كان بيتر مهتمًا جدًا بكل الأشياء الأجنبية، وكان لديه العديد من الأصدقاء في الضاحية، وقضى قدرًا كبيرًا من الوقت هناك، بدءًا من منتصف مارس 1689. وصل تافرنييه إلى موسكو في أواخر فبراير أو أوائل مارس من ذلك العام. كان تافرنير رجلاً مشهوراً. ونظراً لهوس بيتر بكل ما هو أوروبي، فمن المدهش ألا يجتمعا.
أصدر كاتب سيرة تافرنييه تشارلز جورت، جزءًا من مقال نشر في مجلة دنماركية من قبل فريدريك روستغارد، الذي ذكر أنه أجرى مقابلات مع المغامر المسن وأخبر عن نيته السفر إلى بلاد فارس عبر موسكو. ومع ذلك، لم يتمكن تافرنييه من إكمال هذه الرحلة الأخيرة.